# PRIDE Bushido 9
PRIDE Bushido 9 fue un evento de artes marciales mixtas producido por PRIDE Fighting Championships, celebrado el 25 de septiembre de 2005 en el Ariake Coliseum de Tokio.